# Kissimmee
Kissimmee ist eine Stadt und zudem der County Seat des Osceola County im US-Bundesstaat Florida.
Das U.S. Census Bureau hat bei der Volkszählung 2020 eine Einwohnerzahl von 79.226 ermittelt.

## Geographie
Kissimmee liegt rund 25 Kilometer südlich von Orlando. Die Stadt ist Teil der Metropolitan Statistical Area (MSA) Orlando–Kissimmee–Sanford, Florida (genannt Greater Orlando), in der gut 2,1 Millionen Menschen leben.

## Geschichte
Kissimmee wurde Mitte des 19. Jahrhunderts unter dem Namen Allendale gegründet. Die Stadt erhielt durch die South Florida Railroad im Jahr 1881 erstmals Anschluss an das Eisenbahnnetz. Im Jahre 1883 wurde der Ort offiziell in Kissimmee umbenannt. 1888 wurde durch die Florida Midland Railway eine weitere Bahnstrecke eröffnet, die vom Lake Jesup über Clarcona nach Kissimmee führte. Während die South Florida Railroad von Beginn an Teil des Plant Systems war, wurde die Florida Midland Railway erst 1896 in jenes eingegliedert. Weitere Eigentümer beider Bahnstrecken waren nachfolgend die ACL (1902–1967), die SCL (1967–1986) und CSX (seit 1986).
In den Jahren 1894 und 1895 suchte eine lange Kälteperiode die Region heim. Sie verursachte schwere Ernteausfälle. Im Jahre 1900 bekam Kissimmee Elektrizität. Im Jahre 1943 wurde das Monument of States eingeweiht. Eine Sturmflut im Jahre 1956 verursachte etwa 2 Millionen USD Schaden in Kissimmee. Nachdem im Jahre 1971 der Disney-Park eröffnet worden war, änderte sich auch die bis dahin größte Einnahmequelle der Stadt von der Landwirtschaft zum Tourismus.

## Demographische Daten
Laut der Volkszählung 2010 verteilten sich die damaligen 59.682 Einwohner auf 26.275 Haushalte. Die Bevölkerungsdichte lag bei 1381,5 Einw./km². 66,1 % der Bevölkerung bezeichneten sich als Weiße, 12,4 % als Afroamerikaner, 0,6 % als Indianer und 3,4 % als Asian Americans. 13,0 % gaben die Angehörigkeit zu einer anderen Ethnie und 4,7 % zu mehreren Ethnien an. 58,9 % der Bevölkerung bestand aus Hispanics oder Latinos.
Im Jahr 2010 lebten in 40,9 % aller Haushalte Kinder unter 18 Jahren sowie 20,8 % aller Haushalte Personen mit mindestens 65 Jahren. 72,1 % der Haushalte waren Familienhaushalte (bestehend aus verheirateten Paaren mit oder ohne Nachkommen bzw. einem Elternteil mit Nachkomme). Die durchschnittliche Größe eines Haushalts lag bei 2,85 Personen und die durchschnittliche Familiengröße bei 3,24 Personen.
28,9 % der Bevölkerung waren jünger als 20 Jahre, 26,6 % waren 20 bis 39 Jahre alt, 26,6 % waren 40 bis 59 Jahre alt und 13,9 % waren mindestens 60 Jahre alt. Das mittlere Alter betrug 34 Jahre. 48,6 % der Bevölkerung waren männlich und 51,4 % weiblich.
Das durchschnittliche Jahreseinkommen lag bei 38.158 $, dabei lebten 19,6 % der Bevölkerung unter der Armutsgrenze.
Im Jahr 2000 war Englisch die Muttersprache von 55,30 % der Bevölkerung, spanisch sprachen 37,92 % und 6,78 % hatten eine andere Muttersprache.

## Wirtschaft
Das multinationale Multi-Level-Marketing-Unternehmen Tupperware Brands hat seinen Sitz in Kissimmee.

## Sehenswürdigkeiten
Im Osceola Heritage Park befindet sich die Silver Spurs Arena, eine Konzert- und Veranstaltungsarena, das Osceola County Stadium, sowie der Freizeitpark Old Town. Unweit der Stadt befindet sich das Walt Disney World Resort.
Folgende Objekte sind im National Register of Historic Places gelistet:
- Colonial Estate
- First United Methodist Church
- Kissimmee Historic District
- Old Holy Redeemer Catholic Church
- Osceola County Courthouse

## Verkehr
Das Stadtgebiet wird vom Florida’s Turnpike (mautpflichtig) sowie den U.S. Highways 17, 92 (SR 600), 192 (SR 530) und 441 (SR 500) durchquert.
Der Bahnhof Kissimmee ist eine Station der Züge Silver Star und Silver Meteor der Bahngesellschaft Amtrak auf der Linie von Miami nach New York City. 2018 wurde Kissimmee zudem an die Linie der SunRail von DeBary über Orlando nach Poinciana angeschlossen.
Kissimmee besitzt mit dem Kissimmee Gateway Airport einen eigenen Flughafen. Der nächste internationale Flughafen ist der Orlando International Airport (rund 20 km nordöstlich).

## Kriminalität
Die Kriminalitätsrate lag laut dem Portal City-Data im Jahr 2019 mit 263 Punkten (US-Durchschnitt: unter 250 Punkte) im durchschnittlichen Bereich. Es gab drei Morde, 42 Vergewaltigungen, 54 Raubüberfälle, 269 Körperverletzungen, 257 Einbrüche, 1504 Diebstähle, 138 Autodiebstähle und vier Brandstiftungen.

## Sport
In Kissimmee befindet sich das Osceola County Stadium, ein 1984 gebautes Baseballfeld mit Platz für 5130 Zuschauer. In dem Stadion halten die Houston Astros ihr Spring Training ab. Ebenfalls in Kissimmee befinden sich der 1996 gebaute Osceola County Softball Complex sowie der Austin-Tindall Regional Park.

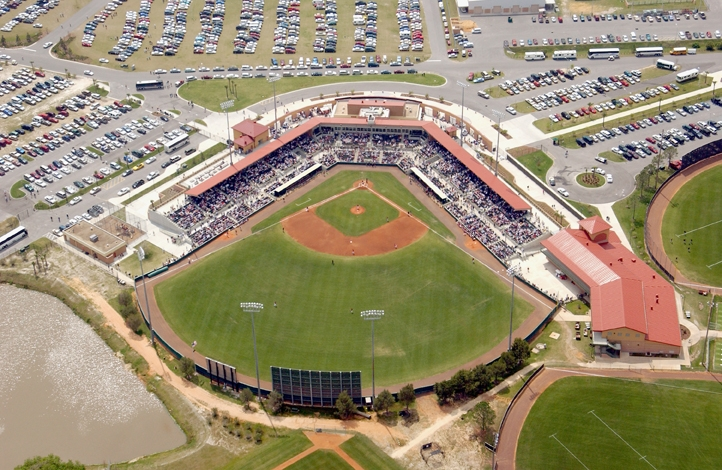
Osceola County Stadium, Baseballstadion
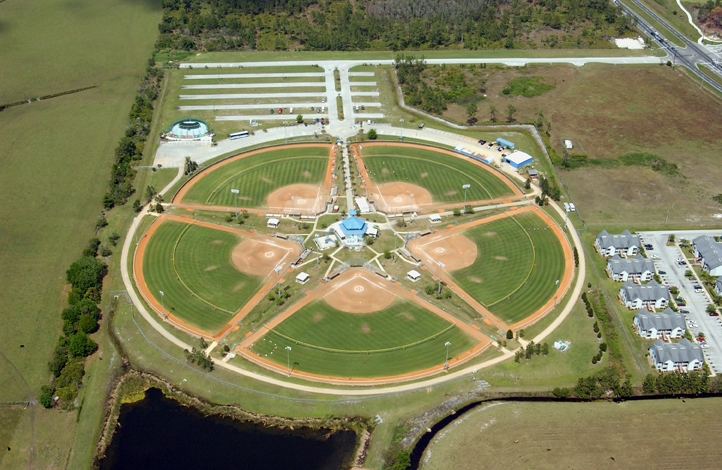
Osceola County Stadium, Softball Complex
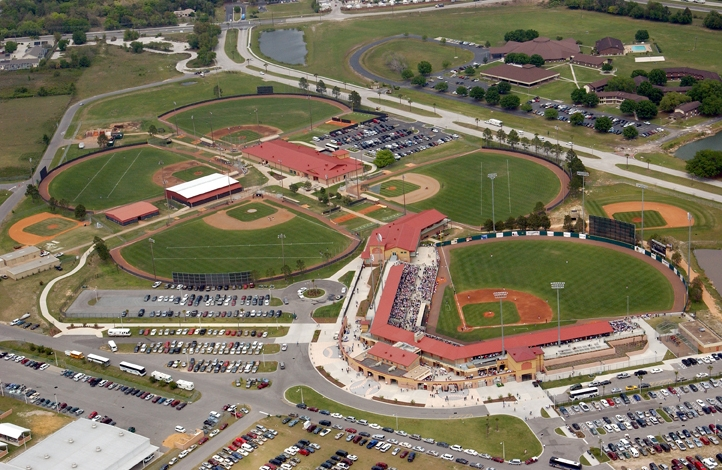
Osceola County Stadium
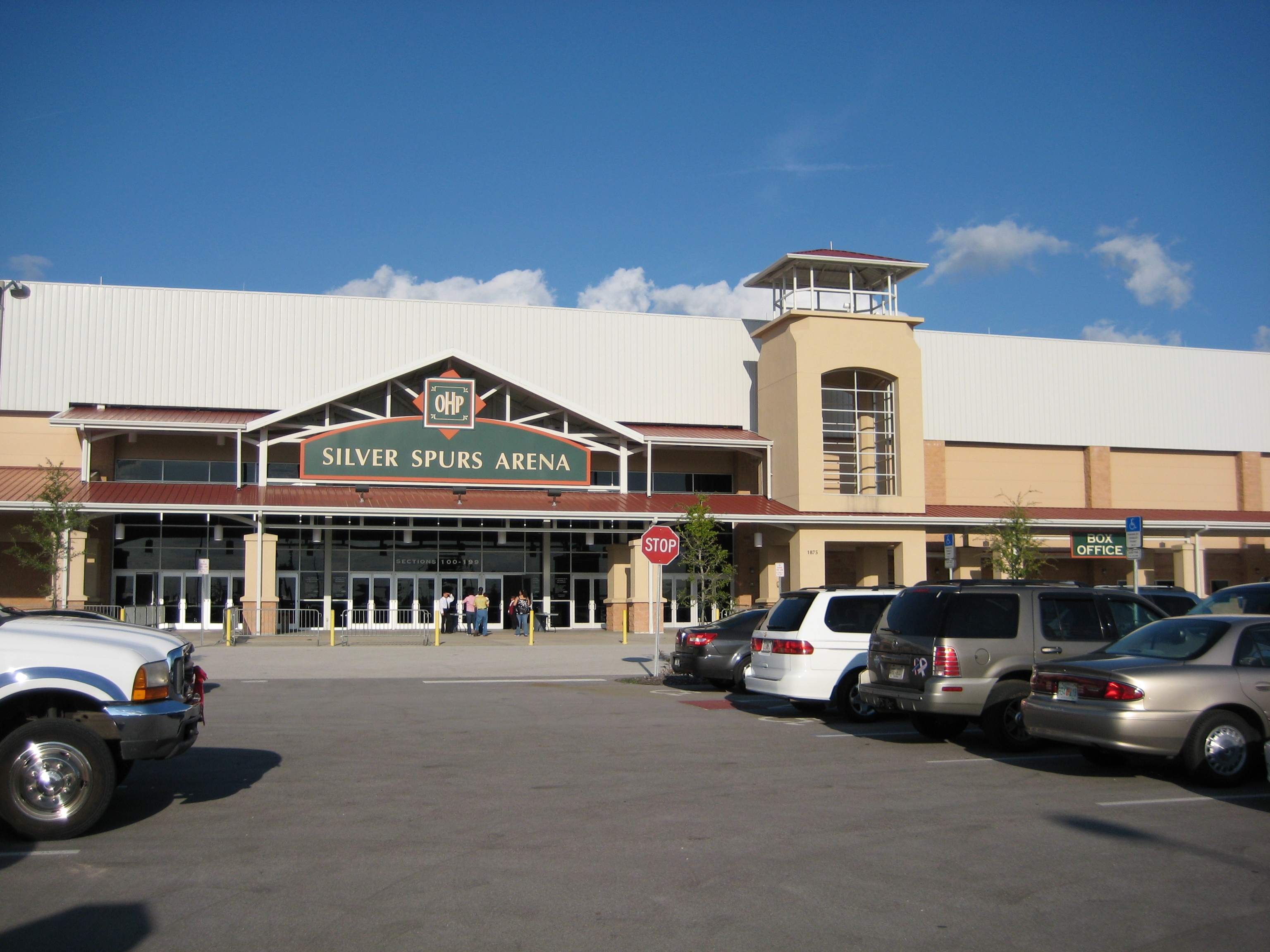
Silver Spurs Arena

## Söhne und Töchter der Stadt
- Jonathan Summerton (* 1988), Rennfahrer
- Victor Montalvo (* 1994), Breakdancer
- Kaylin Whitney (* 1998), Sprinterin